# Fiesta Mexicana
Album prvijenac višeljudne hrvatske mariachi skupine Los Caballeros donosi 13 što tradicionalnih, što popularnih pjesama iz Meksika odnosno latinske Amerike.
Materijali za album "Fiesta Mexicana" snimljeni su tijekom 1999, godine u studijima "Carmen" i "Memphis".
Za prvi single izabrana je pjesma "El Cascabel". 

## Popis pjesama
1. El Cascabel
2. Cielito lindo
3. Besame mucho
4. Guadalajara
5. La Adelita
6. Las mananitas
7. El balaju
8. La mano de dios
9. La negra
10. Payaso
11. La bimba
12. Yo ne me caso compadre
13. Mama Juanita